# Minna Bachem-Sieger
Minna Bachem-Sieger, née le 12 novembre 1870 à Cologne et morte le 15 avril 1939 dans la même ville, est une militante catholique des droits des femmes, poètesse et femme politique allemande, du parti Zentrum.

## Biographie
Minna Sieger est née le 12 novembre 1870 à Cologne. Son père Hugo Sieger est issu d'une famille d'avocats respectée, tandis que sa mère Adele DuMont provient d'une famille d'éditeurs de Cologne établie de longue date. Elle fait ses études dans une école secondaire pour filles sur la Marienplatz à Cologne  et dans un internat pour filles à proximité de Liège ( Belgique ),.
Après avoir épousé l'éditeur Robert Bachem (de) en 1891, Minna Bachem-Sieger commence à s'impliquer dans la section provinciale rhénane de l'Association des femmes patriotiques (de) de la Croix-Rouge. Elle participe à la création de l'association locale de Cologne qu'elle préside.
En 1897 elle soutient, avec, entre autres, Emilie Hopmann et Jeanne Trimborn la création du Verband katholischer kaufmännischer Gehülfinnen Deutschlands (Association des assistantes commerciales catholiques d'Allemagne).
En 1903, elle fonde l'Association des femmes catholiques allemandes (KDFB) avec Hedwig Dransfeld et Emilie Hopmann dont elle est vice-présidente. Elle y soutient la professionnalisation du travail social ainsi que l'amélioration des opportunités éducatives de la population de Cologne. Sous la direction de Minna Bachem-Sieger, une commission de la jeunesse est fondée en janvier 1913, qui publie la revue Jugenderzeihung. Elle est vice-présidente de l'Association des femmes catholiques allemandes jusqu'en 1919, après quoi elle continue à siéger au conseil d'administration en tant qu'évaluatrice.
En 1918, lorsque la question du droit de vote des femmes revient à l'ordre du jour et divise l'Association des femmes catholiques, elle demande, avec Ellen Ammann et Albertine Badenberg que l'Association se positionne en faveur du droit de vote des femmes.Durant cette période, Minna Bachem-Sieger écrit également de nombreux poèmes et chansons, mis en musique entre autres par Max Donisch (de). En outre, de 1907 à 1917, elle travaille comme rédactrice dans le magazine Der Katholische Frauenbund (qui devient Frauenland en 1913, Prisma der Frau en 1969).
Pendant la Première Guerre mondiale, de nombreuses femmes participent à l'effort de guerre, sur le « front intérieur ». Minna Bachem-Sieger, avec Alice Neven DuMont (de), organise un travail de presse et d'éducation pour permettre la survie économique et sociale des femmes dont les maris sont mobilisés pendant la guerre. Pendant cette période, elle est vice-présidente de la Nationalen Frauengemeinschaft (Communauté nationale des femmes) de Cologne,.
Après la Première Guerre mondiale, elle représente le Parti Zentrum au conseil municipal de Cologne jusqu'en 1933 et travaille principalement dans les domaines de l'enseignement, de la musique et du théâtre. En 1933, elle abandonne son mandat.
De 1921 à 1930, elle dirige le conseil consultatif des femmes du Zentrum de Cologne et fait campagne pour le droit de vote des femmes. Dans la circonscription de Cologne-Aix-la-Chapelle, elle est élue présidente du Conseil consultatif provincial du Parti Zentrum rhénan en 1921 et 1931. Dans les années 1920, Minna Bachem-Sieger s’implique de plus en plus dans les questions politiques. Elle combat activement au sein de la Deutsche Frauenwache am Rhein (Garde féminine allemande sur le Rhin) contre l'occupation alliée de la Rhénanie après le Traité de Versailles. Elle est une membre active du mouvement Frauen gegen den Gaskrieg (Femmes contre la guerre chimique) et appelle publiquement à l'interdiction de la production et de l'utilisation de gaz toxiques.
Minna Bachem-Sieger a quatre enfants avec Robert Bachem et vit avec lui à Cologne, Gereonshof 5.
Elle décède en 1939 à l'âge de 68 ans à Cologne,

## Distinctions
En 1910, Minna Bachem-Sieger reçoit la Croix d'or papale du mérite Pro ecclesia et pontifice.
Pendant la Première Guerre mondiale, elle reçoit la Croix du mérite pour l'aide à la guerre et les médailles de la Croix-Rouge, en métal, bronze, argent et vermeil.
Après la Seconde Guerre mondiale, la Minna-Bachem-Strasse à Cologne-Longerich prend son nom.

## Publications
- Meine Welt. Gedichte und Lieder, Cologne 1916
- Schlummerlied, sans date. Musique de Hermann Hans Wetzler